# Nicola Bombacci
Nicola Bombacci (Civitella di Romagna, Forlì, 24 de octubre de 1879-Dongo, 28 de abril de 1945) fue un político italiano de la primera mitad del siglo XX. Importante y conocido dirigente socialista durante los años de la Primera Guerra Mundial y la primera posguerra, fue uno de los fundadores del Partido Comunista Italiano (PCI) en 1921. Después de la instauración de la dictadura fascista se quedó en Italia y en los años treinta se acercó al fascismo, dirigiendo la revista La Verità. Participó en la experiencia de la República Social Italiana (RSI) y fue fusilado junto a Mussolini en abril de 1945. Fue autor de la socialización fascista que se puso en práctica en la RSI. Fue apodado por los partisanos italianos que lo capturaron como "il Supertraditore", "el súpertraidor".

## Biografía

### Los años socialistas
Nicola Bombacci nació en Civitella di Romagna, en la provincia de Forlì, el 24 de octubre de 1879. Después de una breve experiencia en el seminario, llegó a ser maestro. Fue activo en el mundo sindical desde principios de siglo en el Norte de Italia, entre Crema, Piacenza y Cesena, consiguiendo ser elegido miembro del Consejo Nacional de la Confederación General del Trabajo (CGdL) en 1911. En Módena, durante la Primera Guerra Mundial, fue el líder indiscutido del socialismo local: entre las guerras balcánicas y la Revolución rusa fue al mismo tiempo secretario de la Cámara del Trabajo, secretario de la Federación socialista provincial de Modena y director del periódico socialista Il Domani. En julio de 1917, se le nombró miembro de la Dirección del Partido Socialista Italiano (PSI): Bombacci colaboró estrictamente con el intransigente secretario del Partido Costantino Lazzari y el director del periódico socialista Giacinto Menotti Serrati. En 1918, el último año de guerra, después de las detenciones de Lazzari en enero y Serrati en mayo, Bombacci se quedó prácticamente solo al timón del Partido.
Favorable a una política firmemente antirreformista, Bombacci centralizó y verticalizó todo el socialismo italiano: las «federaciones provinciales» del partido y el Grupo Parlamentario Socialista (GPS) fueron por primera vez dependientes directamente de la Dirección del PSI, a la cual se conectaban también las organizaciones sindicales y cooperativistas de izquierda. En agosto de 1919, Bombacci redactó con Serrati, Gennari y Salvadori el programa de la «fracción maximalista», que ganó en el XVI Congreso Nacional del PSI (Bolonia, 5-8 de octubre de 1919): elegido secretario del Partido el 11 de octubre y, el mes siguiente, en las primeras elecciones políticas generales de la posguerra, diputado en la circunscripción de Bolonia con más de cien mil votos, fue sin duda una de las figuras más importantes y visibles del socialismo maximalista del biennio rosso.
En enero de 1920 Bombacci presentó un proyecto de constitución de los Sóviets en Italia, que obtuvo pocos consensos y muchas críticas, contribuyendo de todas formas a abrir un intenso debate teórico en la prensa socialista. En el mes de abril Bombacci fue el primer socialista italiano en encontrarse con los representantes bolcheviques rusos en Copenhague, mientras que en verano fue uno de los miembros de la delegación socialista italiana en la Rusia soviética, tomando parte también al II Congreso de la Internacional Comunista. Fundador en otoño de la Fracción Comunista del PSI, conjuntamente con Antonio Gramsci, Amadeo Bordiga, Egidio Gennari y Antonio Graziadei, además que director del periódico Il Comunista. En el XVII Congreso Nacional del PSI (Livorno, 15-21 de enero de 1921) Bombacci optó claramente por la escisión, llegando a ser uno de los miembros del Comité Central del nuevo Partido Comunista de Italia, Sección Italiana de la Tercera Internacional.

### Los años comunistas
Elegido diputado en las listas comunistas en mayo de 1921 por la circunscripción de Trieste, Bombacci, no teniendo una propia corriente en el nuevo partido, se quedó aislado respecto a los ordinovistas de Gramsci, Togliatti, Terracini y Tasca (partidarios de adaptarse a la nueva situación de posguerra) y los abstencionistas de Bordiga: se situó en el ala derecha con Francesco Misiano, favorable al reacercamiento con los maximalistas del PSI y contrario al proyecto de partido sectario e ideologizado de Amadeo Bordiga. Acusado de acercamientos al PSI y de «derechización», luego de protestar contra un comunicado del partido que condenaba a D'Annunzio por sus actuaciones en Fiume, ya que consideraba que él era «Perfecta y profundamente revolucionario; porque D’Annunzio es revolucionario. Lo ha dicho Lenin en el Congreso de Moscú». Bombacci rápidamente fue alejado de los centros directivos comunistas, empezando por el Comité Central del Partido, donde se le negó la entrada pese a ser uno de sus fundadores. La polémica llegó hasta las más altas esferas políticas de la Unión Soviética en diciembre de 1923, cuando el Comité Ejecutivo del PCI decidió unilateralmente su expulsión del Partido sin consultar la Internacional Comunista. 
Bombacci hace todo lo posible para detener el ascenso al poder de Mussolini. La enemistad se observa a su vez en los cantos de los escuadristas: «No tengo miedo de Bombacci/ ...con la barba de Bombacci haremos spazzolini (cepillos)/ para abrillantar la calva de Benito Mussolini».
Falsamente se acusaba a Bombacci, entonces secretario del Grupo Parlamentario Comunista, de haber hecho referencia a una posible unión de las dos revoluciones – la bolchevique y la fascista – en una intervención en la Cámara el 30 de noviembre de 1923; se comprobó después que Bombacci simplemente, bajo consejo del embajador soviético en Italia, Iordanski, había planteado la cuestión de un tratado económico italo-soviético, deseado por el Kremlin para romper su aislamiento. En enero de 1924 Bombacci fue entonces llamado a Moscú, donde representó la delegación italiana en los funerales de Lenin; Zinoviev decidió allí su reingreso en el PCI, en aquellos meses diezmado por la campaña de detenciones del gobierno fascista de Mussolini. De vuelta a Italia y aun cuando en Moscú se decidió su reingreso, Bombacci no participó casi nunca en la actividad del PCI y empezó a trabajar casi exclusivamente como contacto de la Embajada de la URSS en Roma, al servicio del comercio y la diplomacia soviética. En 1925 fundó la revista L’Italo-Russa y una homónima sociedad de importación y exportación, que ya a finales del año siguiente habían desaparecido. Su alejamiento del Partido era evidente: en 1927 los dirigentes comunistas italianos en el exilio decretaron su expulsión definitiva.

### De la inactividad política al acercamiento al fascismo
En «los años del silencio» Bombacci siguió viviendo en Roma con la familia. La colaboración con la embajada soviética parece que no se prolongó más allá de 1930, junto con el cambio de tendencias de la propia URSS vivía entonces (encumbramiento progresivo de Stalin). Las necesidades económicas y la difícil situación de salud del hijo Wladimiro, que necesitaba curas por su grave enfermedad, le llevaron a pedir ayuda a jerarcas del régimen fascista, a quienes conocía desde hacía tiempo –Leandro Arpinati, Dino Grandi, Edmondo Rossoni–, y luego al mismo Benito Mussolini, con el cual había tenido relaciones políticas en la etapa giolittiana. El Duce le concedió unas cuantas subvenciones para las curas del hijo y le encontró un empleo en el Instituto de Cinematografía Educativa de la Sociedad de Naciones en Roma. Desde el año 1933 Bombacci se acercó cada vez más al fascismo, hasta el punto que en 1935 se puede hablar de una verdadera conversión.
Mussolini, a principios de 1936, le dio a Bombacci la posibilidad de fundar La Verità, una revista política alineada con las posiciones del régimen, que, aparte de algunas interrupciones debidas a la oposición del «fascismo intransigente» de los Farinacci y Starace, duró hasta julio de 1943. Al proyecto colaboraron otros exsocialistas como Alberto y Mario Malatesta, Ezio Riboldi, Walter Mocchi, Giovanni y Renato Bitelli, Angelo Scucchia. Bombacci nunca se adhirío al Partido Nacional Fascista (PNF), aunque se lo pidió más de una vez al Duce, a quien escribía a menudo.[cita requerida] En La Verita escribiría: «El fascismo ha hecho una grandiosa revolución social, Mussolini y Lenin. Soviet y Estado fascista corporativo, Roma y Moscú. Mucho tuvimos que rectificar, nada de que hacernos perdonar, pues hoy como ayer nos mueve el mismo ideal: el triunfo del trabajo».
Después de la caída del fascismo el 25 de julio de 1943, y tras el evento en septiembre de la liberación de Mussolini con la siguiente creación de la República Social Italiana (RSI), Bombacci decidió ir voluntariamente a Saló, donde parece que fue una especie de consejero de Mussolini. Desde entonces el exfundador del Partido Comunista de Italia alcanzó más protagonismo. Su capacidad oratoria y su cercanía al mundo de las clases trabajadoras podían ser útiles para la propaganda fascista: publicó unos cuantos opúsculos sobre los peligros del bolchevismo y la degeneración estaliniana de los principios socialistas, y participó en el Congreso de Verona. Al mismo Bombacci se atribuye el proyecto de la «socialización», muy publicitado por el fascismo republicano y aprobado con la denominación de «socialización fascista», aunque dicho programa no se aplicó nunca en la práctica, por el consejo de ministros de la RSI en febrero de 1944.
En los últimos meses de guerra (septiembre de 1944 – marzo de 1945) Bombacci no paró de propagar la causa del fascismo como «única verdadera revolución y realización del triunfo del trabajo», dando conferencias entre los obreros en las plazas del Norte de la península, aunque sin éxito alguno debido a la adversa situación militar del Eje.

### Muerte

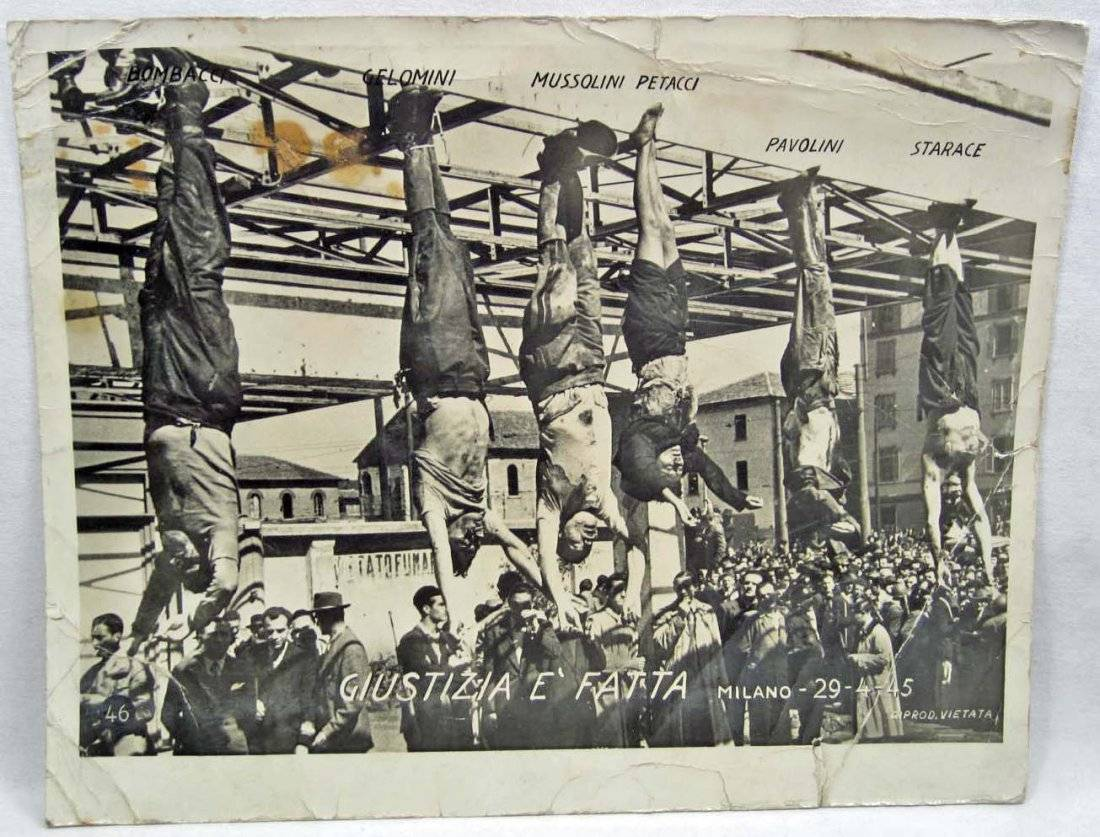
De Izq., a Der., los cuerpos de Bombacci, Gelomini, Mussolini, Clara Petacci, Pavolini y Starace exhibidos en la Plaza de Loreto.

Al momento de la caída del régimen fascista, Bombacci se negó a abandonar a Mussolini hasta el último momento: los partisanos le capturaron en el mismo coche del Duce huyendo a Suiza, y le fusilaron en las orillas del lago de Como el 28 de abril de 1945. La mañana del 29 de abril, el cadáver de Bombacci fue colgado en la gasolinera de la Piazzale Loreto en Milán junto a los cuerpos del exdictador, de Claretta Petacci –su amante– y de unos cuantos jerarcas fascistas; sobre el cuerpo de Bombacci se colocó el letrero de «supertraditore» ('supertraidor'). Las últimas palabras de Bombacci serían «¡Que viva Mussolini! ¡Que viva el socialismo!»
Cuatro días después de su muerte, su viejo amigo y camarada Víctor Serge leyó el suceso en un periódico de México, donde vivía exiliado, y escribió varias páginas en su diario sobre él. Inmerso en lo que él llamaba "psicología práctica", Serge intentó imaginar cómo un excomunista podía convertirse en fascista: "Entre algunos italianos, en particular entre los exmarxistas y exsindicalistas, se hicieron evidentes dos visiones: que, con las democracias liberales agotadas y el socialismo debilitado, los regímenes corporativistas iban a imponer sus nuevas fórmulas; y que por esta estrecha puerta pasaría el colectivismo, la condición previa para un socialismo diferente del deseado por el siglo XIX, [...] más acorde con la naturaleza básica del hombre".

## Escritos de Nicola Bombacci
- Dove va la Russia? (Dal comunismo al panslavismo), Milán, 1944;
- I contadini nell’Italia di Mussolini, Roma, 1943;
- I contadini nella Russia di Stalin, Roma, 1942;
- Il mio pensiero sul bolscevismo, Roma, Edizioni “La Verità”, 1941;
- Questo è il bolscevismo, Venezia, 1944;
- Frièland, Le vere memorie di Nicola Bombacci, Bolonia, Cooperativa Gráfica fra ex combattenti, 1923;
- Rachmanova Alja, Inferno o paradiso? (La vita quotidiana nell’URSS), con prefación de Nicola Bombacci, Roma, Edizioni “La Verità”, 1942;
- Sezione Socialista di Pistoia, Per la costituzione dei Soviet. Relazione presentata al Congresso Nazionale da Nicola Bombacci, Pistoia, Tipografía F.lli Cialdini, 1920.